# Wachet! betet! betet! wachet! BWV 70
Wachet! betet! betet! wachet! (in tedesco, "Svegliatevi! Pregate! Pregate! Svegliatevi!") BWV 70 è una cantata sacra di Johann Sebastian Bach.

## Storia
Anche se la Wachet! betet! betet! wachet! venne originariamente composta da Bach durante la sua permanenza a Weimar (1708-1717), la cantata venne poi riarrangiata da Bach stesso dopo il suo trasferimento a Lipsia nel 1723 in modo da essere eseguita per la ventiseiesima domenica dopo la Trinità, il 21 novembre 1723, e venne catalogata come BWV 70a. Entrambe le versioni sono basate su testo di Salomon Franck, ma nella versione di Lipsia sono aggiunti quattro recitativi ed un terzo movimento corale.
Il tema musicale deriva dagli inni Freu dich sehr, o meine Seele, di Louis Bourgeois, pubblicato nel 1551, e Meinen Jesum laß ich nicht di Christian Keymann, del 1658.

## Struttura
Il primo movimento, in do maggiore, è una grande fantasia contrappuntistica per coro e orchestra completi. Il secondo movimento, in la minore, è un recitativo con accompagnamento orchestrale. Il terzo movimento, in la minore, è un'aria per soprano e basso continuo. Il quarto, in si minore, è un recitativo secco per tenore e basso continuo. Il quinto movimento, in mi minore, è un'aria per soprano in forma di triosonata, con i violini che suonano all'unisono sopra il continuo. Il sesto movimento, in sol maggiore, è un altro recitativo secco per tenore e basso continuo. Il settimo movimento, in sol maggiore, conclude la prima parte della cantata ed è un corale per coro e orchestra completi.
L'ottavo movimento, in sol maggiore, che apre la seconda parte, è un'aria per tenore, archi e continuo. Il nono movimento, in do maggiore, è un recitativo per basso, tromba, archi e continuo. Il decimo movimento, in do maggiore, è un'aria per basso, archi e continuo in tempo "molto adagio, presto, molto adagio". L'ultimo movimento, l'undicesimo, in do maggiore, è un'armonizzazione dei versi finali di Salomon Frank per coro e orchestra completi.
1. Coro: Wachet! betet! betet! wachet!, per tutti.
2. Recitativo: Erschrecket, ihr verstockten Sünder!, per basso, tromba, oboe, archi e continuo.
3. Aria: Wenn kömmt der Tag, an dem wir ziehen, per contralto, violoncello, fagotto e continuo.
4. Recitativo: Auch bei dem himmlischen Verlangen, per tenore, fagotto e continuo.
5. Aria: Laßt der Spötter Zungen schmähen, per soprano, fagotto, archi e continuo.
6. Recitativo: Jedoch bei dem unartigen Geschlechte, per tenore, fagotto e continuo.
7. Corale: Freu dich sehr, o meine Seele, per tutti.
8. Aria: Hebt euer Haupt empor per tenore, oboe, fagotto, archi e continuo.
9. Recitativo: Ach, soll nicht dieser große Tag, per basso, tromba, fagotto, archi e continuo.
10. Aria: Seligster Erquickungstag, per basso, tromba, fagotto, archi e continuo.
11. Corale: Nicht nach Welt, nach Himmel nicht, per tutti.